# 黎初功臣
黎初朝开国功臣，即越南后黎朝开国功臣。后黎朝建国之初，黎太祖黎利册封曾经追随自己，参加反明起义主要的功臣，共计九十三人。这些功臣后来在后黎朝朝廷之中担任要职。

## 册封功臣
黎太祖建立后黎朝之后，开始册封曾经追随自己参加反明起义的主要功臣。当时公爵以上爵位用来册封皇室宗亲，侯爵以下分封外姓功臣。侯爵有：县上侯、亚上侯、乡上侯、县侯、亚侯、乡侯、关内侯、管服侯、著服侯九等。又有上品、下、上智字、大智字、下智字、明字、大僚班、亚僚班等品级。圣宗光顺元年后，始以国公、郡公封外姓功臣。光顺洪德年间，爵位改革，有公、侯、伯等爵位。

## 功臣
顺天二年册封功臣，共计九十三人，按照功劳的大小，分别授予不同的爵位，皆赐姓黎氏。

### 县上侯
县上侯共三人：黎问（范问）、黎察、黎文巧（范文巧）。

### 亚上侯
亚上侯二人：黎仁澍（刘仁澍）、黎银。

### 乡上侯
乡上侯三人：黎理（阮理）、黎文灵、黎国兴（裴国兴）。

### 亭上侯
亭上侯十四人：黎隻（阮隻）、黎文安、黎列（丁列）、黎免、黎礼（丁礼）、黎战（张战）、黎魁、黎顶、黎拙、黎磊（郑磊）、黎汝览（阮如览）、黎抄、黎俭、黎栗。

### 县侯
县侯十四人：黎备（裴备）、黎皮、黎否、黎市、黎受、黎雷（张雷）、黎可（郑可）、黎培、黎可郎、黎炽（阮炽）、黎犬（杜犬）、黎秘（杜秘）、黎国楨、黎弼。

### 亚侯
亚侯二十六人，存三人：黎烂（张烂）、黎豸、黎运（范运）。

### 关内侯
关内侯十六人，存三人：黎舌、黎璋、黎撰。

### 冠服侯
冠服侯十二人，存二人：黎诳、黎遥、黎可参（车可参）。

### 著服侯
上智字著服侯四人，存三人：黎克复（郑克复）、黎鞋、黎廌（阮廌）。

### 缺载功臣
缺名四十五人，根据文献可补者二十五人：黎慎（大智字，位列第二）、黎榴（陈榴）、黎图、黎巴牢、黎康、黎论、黎嚣、黎弄、黎兰、黎祐、黎笼、黎谦、黎醯、黎盃、黎冷、阮公笋（效顺侯）、丁公木（兴化清水县人，武郡公）、武郡公（上道七册）、刘忠（太原人）、车禄（大智字）、车可、车盘、车点（以上并为明字）、黎林、黎陵。